# Küstensperrzone

Zonen in Frankreich im Jahr 1941 – die Küstensperrzone ist als „Küstenzone“ eingezeichnet

Die Küstensperrzone (fr: Zone côtière interdite bzw. Zone interdite littorale) war während der deutschen Besetzung im Zweiten Weltkrieg ein Gebiet in Frankreich.

## Geschichte und Beschreibung

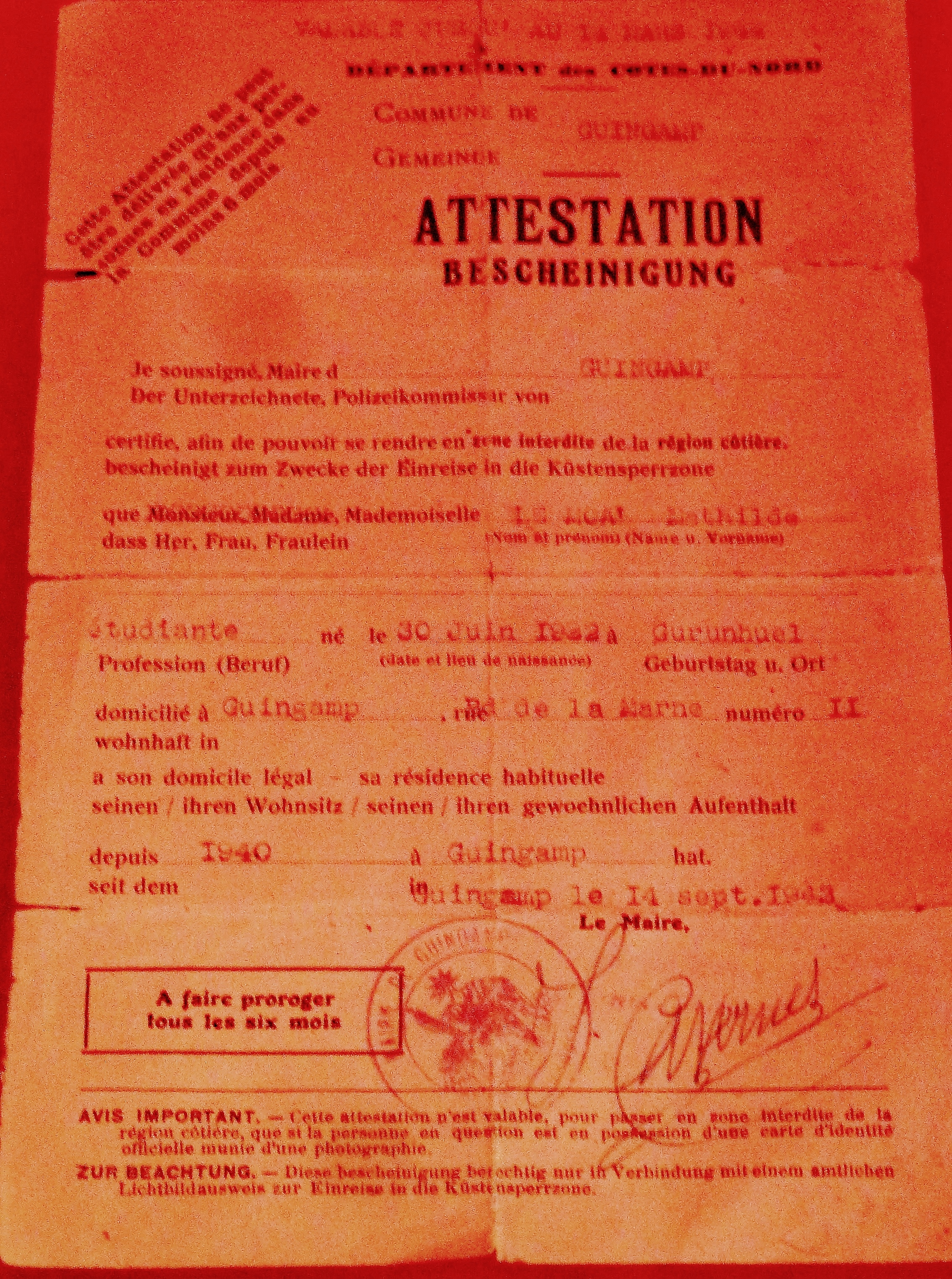
Genehmigung zur Einreise in die Küstensperrzone

Die militärische Auseinandersetzung zwischen Frankreich und Deutschland im Zweiten Weltkrieg endete am 22. Juni 1940 mit dem Waffenstillstand von Compiègne. In der Folge wurde das Land in mehrere Gebiete aufgeteilt, die voneinander getrennt waren. Der Norden und die Atlantikküste wurden Teil der besetzten Zone, die von der unbesetzten (auch: „freien“) Zone im Süden durch eine schwer passierbare Demarkationslinie getrennt war. Ganz im Südosten des Landes wurde ein Bereich von den Italienern besetzt.
Innerhalb der von den Deutschen besetzten Zone existierten Gebiete unterschiedlicher Verwaltung. Das Elsass und ein Teil Lothringens wurden sogar von Frankreich abgetrennt und dem Deutschen Reich zugeschlagen. Mit der Küstensperrzone wurde ein weiteres Gebiet separiert. Es handelte sich um einen 20 bis 30 Kilometer breiten, sich die gesamte französische Atlantikküste entlangziehenden Küstenstreifen vom Ärmelkanal bis zur Biskaya. Eingerichtet wurde sie, um die Überwachung dieses strategisch wichtigen Gebiets (Verteidigung der Küste und den Bau des Atlantikwalls) zu erleichtern, da infolge des Überfalls auf die Sowjetunion deutsches Personal nicht mehr in ausreichender Zahl vorhanden war.
Das Überqueren der Demarkationslinie vom übrigen Frankreich her war nur in Ausnahmefällen gestattet, eine entsprechende präzise Verordnung wurde am 20. Oktober 1941 veröffentlicht. Passierscheine zum Betreten des Gebiets wurden nur ausgestellt, falls ein naher Verwandter schwer krank oder verstorben war, heiratete oder nach der Geburt eines Kindes. Touristen und Besitzer eines dortigen Zweitwohnsitzes durften nicht mehr einreisen, Ferienlager wurden landeinwärts verlegt. Zuwiderhandlungen wurden mit Gefängnis, ja sogar mit dem Tod bestraft. Bis zum 30. Juni 1941 erhielten alle Bewohner der Küstensperrzone neue Ausweise. Ausländische Bewohner, Juden und Zigeuner wurden am 14. August 1941 ausgewiesen, das Telefonnetz wurde abgetrennt.
Am 20. August 1942 wurde die Demarkationslinie noch unüberwindbarer als jene zwischen der besetzten und der unbesetzten Zone, ab dem 7. April 1943 wurde ihr Passieren aus familiären Gründen ausnahmslos untersagt. Indes führte der große Bedarf an Arbeitskräften beim Bau des Atlantikwalls zu Widersprüchen und zeitlich begrenzten Erleichterungen. Streng reglementiert war die Seefischerei; zur Identifizierung mussten die Fischerboote unter der französischen Flagge eine gelbe Fahne führen. Ausgefahren durfte nur zwischen 9 und 19 Uhr werden, außerhalb dieses Zeitraums riskierten die Fischer den Beschuss und die Zerstörung ihres Boots. Jede Aus- und Einfahrt musste zuvor bei der deutschen Behörde angemeldet werden.
Manche Départements litten besonders stark unter diesen Maßnahmen. Mehr als die Hälfte des Départements Finistère, wo eine Ausgangssperre von 22–6 Uhr verfügt wurde, war davon betroffen, aber auch bedeutende Teile der Départements Gironde, Landes und Manche. Die Aussicht auf Kampfhandlungen im Küstenbereich im Fall alliierter Landungen verschärfte die dortige Lage – im Frühjahr 1943 mussten ihn 255.000 Personen verlassen. Nachdem am 17. Januar 1944 ein 30 Kilometer breiter Streifen am Ärmelkanal zur Kampfzone erklärt worden war, mussten in den Départements Nord und Pas-de-Calais weitere 100.000 Menschen ihre Häuser räumen.
Die Alliierte Invasion in der Normandie läutete das Ende der Küstensperrzone ein. Teile der Demarkationslinie blieben jedoch bis in die letzten Tage der deutschen Besetzung existent – bis zur deutschen Kapitulation am 9. Mai 1945 konnte sich die Wehrmacht in Dunkerque (Dünkirchen) halten.